# 大而美法案
《大而美法案》（也简称为OBBBA、OBBB、BBB和OB3），又譯作大美麗法案、偉大美麗法案、美麗大法案、大漂亮法案，是第119屆美國國會提出的預算調和法案，亦是川普第二任期主要的稅收和支出政策之一。
法案的國防部分將額外撥款1500億美元，加強軍事支出；邊境安全部分將撥出700億美元，用於提升邊境執法能力，美国移民和海关执法局的撥款從100億美元增加到1000億美元，並設立機制，每年最多遣返100萬人。醫療政策方面，法案將收緊醫療補助計劃的申請資格；稅務部分則延續2017年推出的企業與個人減稅政策，取消前任拜登政府任內《削減通脹法案》的多項綠能補貼，並將州及地方稅扣減上限由1萬美元提高至4萬美元，這項變動將主要讓高收入人士受益。批評者指出，這項法案未來十年可能令聯邦政府債務增加約3.8万亿美元。
法案於2025年5月22日在眾議院通過，表決結果為215票贊成、214票反對和1票棄權，整體呈現明顯的黨派分歧。2025年7月1日，法案的修订版在参议院以51票支持、50票反對的結果獲得通过，副总统JD·萬斯投下關鍵一票。7月3日，众议院又以218票支持、214票反對的结果通过了经参议院修订的法案。7月4日，唐纳德·特朗普在白宫举行的庆祝美国独立日的仪式上簽署大而美法案。

## 背景
在2024年美國選舉中，共和黨成功保住眾議院，並重新奪回參議院多數地位。隨後黨內便展開協商，推動時任候任總統唐納·川普提出的國內政策。2024年12月，參議院多數黨領袖約翰·圖恩在與共和黨參議員會面時提出一項策略，建議先針對邊境安全、能源開發與軍事支出進行立法，而將稅務政策留待稍後處理。
不過川普主張將所有議題整合為一項大規模法案，以解決《2017年減稅與就業法案》中即將到期的稅務減免。他的策略具政治風險，可能因部分共和黨議員倒戈而受挫。
2025年1月，共和黨人在李斯利·J·麥克奈爾堡召開會議；會中，眾議院議長邁克·約翰遜表示，川普希望以「大而美法案」來貫徹其政策方針。

## 共同決議案第14號
為提升通過法案的機會，共和黨決定啟用預算調和程序，藉此避過參議院所需的60票拉布限制。當時共和黨在參議院掌握53席，屬多數地位。按照調和程序，眾議院與參議院必須先通過內容一致的指示文件，才能正式提出並通過調和法案本身。

### 眾議院共同決議案第14號
2025年2月21日，參議院以52票對48票通過S. Con. Res. 7，作為兩項預算調和指示法案中的首份。該決議為日後一項協調法案鋪路，當中包括1750億美元用於移民及邊境執法，以及1,500億美元的新增軍事開支。不過，該案並未涵蓋延續《2017年減稅與就業法案》的減稅措施。來自肯塔基州的共和黨參議員蘭德·保羅是唯一投反對票的共和黨人。儘管原先參議院打算由眾議院先提出調和指示，但當時眾院內部對「單一法案」策略出現爭議，特別是來自財政保守派的反對聲音。
2月25日，眾議院以217票對215票通過H. Con. Res. 14。該決議案容許共和黨提出一份同時包含減稅與削減聯邦開支的預算，並賦權國會把聯邦債務上限提高4万亿美元。由於共和黨內財政保守派托馬斯·馬西、提姆·伯切特、沃倫·大衛森與維多利亞·斯帕茨的反對，法案曾一度被撤回。但在共和黨領導層的斡旋下，除馬西外，其餘三人最終轉為支持，表決得以如期進行。共和黨內溫和派起初亦對決議案表示憂慮，擔心此舉將導致對醫療保險及醫療補助的削減。但最終只有馬西投下反對票。
4月5日凌晨，參議院以51票對48票通過修訂版本的H. Con. Res. 14。與眾議院版本相比，參院版本建議的削支幅度大幅縮減至40億美元，遠低於眾院提出的1.5万亿美元；同時，參院提出把債務上限提高至5万亿美元，比眾院版本多出1万亿美元。兩院版本均主張延長特朗普2017年的減稅政策。共和黨內溫和派蘇珊·柯林斯、財政保守派蘭德·保羅以及所有民主黨參議員投反對票。其後路透社根據非黨派機構的分析做報導指出，若現行版本的法案最終通過，將在未來十年間令美國國債增加約5.7万亿美元。共和黨則辯稱，由於所延續的減稅措施原訂年底到期，因此不能計作新增債務，實際增加的國債應為1.5万亿美元。
為繼續預算協調程序，眾議院須通過參院版本。原定於4月9日進行表決，但由於12名財政保守派共和黨人表達反對，法案被臨時撤回。最終在翌日早上，參議院承諾將爭取至少1.5万亿美元削支後，眾議院以216票對214票通過法案。馬西與斯帕茨是僅有反對的共和黨人。

## 眾議院草案
2025年4月28日，共和黨眾議員公佈《大而美法案》的完整文本，債務上限將提高4万亿美元到40万亿美元，稅收部分內容直至5月12日才公開。

### 開支增加部份
國防方面，法案將額外撥款1500億美元，大部分資金將用於發展無人作戰系統，包括自殺式無人機、無人飛行器系統、水上與無人水下載具等裝備。
邊境安全方面，法案總撥款達700億美元，包括465億美元用於建造邊境圍欄、50億美元改善美國海關及邊境保衛局設施、41億美元增聘邊境巡邏及美國海關及邊境保衛局人手、27億美元提升監控系統、20億美元用於美國海關及邊境保衛局人員經費，並撥出10億美元購置檢查技術設備。根據估算，相關資源將建立每年最多遣返100萬人的能力。
稅收方面，《大而美法案》提出將每名子女的兒童稅收抵免提高至2500美元，直到2028年，之後恢復為2000美元。法案同時新增對小費與加班收入的稅項扣除，州與地方稅收減免上限由10000美元提高至30000美元，並永久性免除1,500萬美元以下的遺產稅。此外，法案設立名為「促進增長與投資的貨幣帳戶」（MAGA帳戶）的家庭儲蓄計劃，允許家長每名子女獲得1000美元資助；對匯出海外的僑匯課徵5%稅；將美國債務上限調高4万亿美元；提高對私立大學捐贈基金的稅負；並賦權財政部撤銷其認定支持恐怖主義的非營利機構之免稅地位。
法案公佈後，共和黨內紐約州的愛麗絲·斯蒂芬尼克、邁克·勞勒、尼克·拉洛塔、安德魯·加巴里諾、加利福尼亞州的金映玉和新澤西州的小托馬斯·基恩均揚言，若州與地方稅收減免上限未進一步提高，將不支持法案。經協商後，眾議院議長約翰遜於5月20日同意將州與地方稅收減免上限提高至40000美元，惟僅適用於年收入不超過50萬美元的納稅人。據無黨派「責任預算委員會」估算，州與地方稅收減免上限的上調將主要有利於高收入家庭。稅改部分亦包括延續自2017年川普第一任期施行的企業與個人減稅政策，並廢除多項拜登政府時期推行的綠能補貼措施。

### 開支削減部份
醫療方面，法案首度對醫療補助設下工作條件，收緊了原來歐巴馬健保的保費稅收抵免，要求收入高於貧窮線的受助人繳交更高保費，並增設身份核查與審查機制，讓各州更頻繁檢視擴展版受益人資格。此外，法案包括多項針對社會議題的條款，如《克倫肖修正案》明確禁止以醫療補助資助任何形式的性別肯定治療，不論對象為兒童或成人；同時禁止撥款予提供墮胎服務的非牟利機構、收緊非法移民獲取醫療補助的途徑，並禁止藥品福利管理機構進行「差價定價」行為。根據國會預算辦公室估算，法案一旦實施，將有數百萬人失去醫療補助資格。
教育部分，法案擬提高佩爾助學金的申請門檻，並新設針對職業技術學校學生的佩爾助學金。同時，將終止對本科生提供的聯邦直接補貼貸款，並剝除美國教育部長就「有酬就業」標準實施監管的權力。
在社會福利方面，法案削減補充營養援助計劃，規定州政府需承擔5%的福利支出與75%的行政費用；若錯誤發放率超過6%，州府需額外承擔15%至25%的福利成本。
此外，法案還包含一項爭議條款，禁止聯邦法院動用撥款資金以執行對未遵守法院禁制令或臨時限制令的相關藐視法庭判決，但前提是原告未提供保證金。

### 法案表決
2025年5月16日，眾議院預算委員會首度表決《大而美法案》時，以16票贊成、21票反對予以否決。委員會內所有民主黨眾議員以及共和黨內財政保守派奇普·羅伊、拉爾夫·諾曼、安德魯·克萊德及喬什·布雷欽等四人投反對票。另有共和黨人羅伊德·斯馬克為了日後提案重新表決，將其投票由支持改為反對。
僅兩日後，預算委員會於5月18日再次表決，以17票對16票通過將法案提交至院會。前述四名共和黨人此次改為投棄權票，作為共和黨領導層同意提前實施醫療補助工作要求、並削減清潔能源補貼的回應。然而他們明言，若法案不再作進一步修改，仍不會支持最終表決。
至5月21日深夜，在眾院議長約翰遜、總統川普與「自由黨團」成員的協商下，法案作出一系列修改以利推進。修訂內容包括：撤回對製造槍械消音器徵稅的條款；取消出售內華達州與猶他州公共土地的計劃；將海外匯款稅由原訂5%調降至3.5%；停止撥款予涵蓋墮胎的《平價醫療法案》保單，僅涉及強姦、亂倫或孕婦生命危險等情況例外；加強撤回再生能源補貼措施；並把醫療補助工作要求的實施時間提前至2026年底。同日，年屆75歲的民主黨眾議員格里·康诺利因食道癌病逝。
翌日（5月22日）上午，眾議院最終以215票贊成、214票反對及1票棄權通過法案，《大而美法案》將送到參議院進行審議。眾議院版本的法案投票結果幾乎完全依黨派劃分，所有民主黨眾議員投反對票，共和黨內財政保守派托馬斯·馬西和沃倫·大衛森投反對票、「自由黨團」主席安迪·哈里斯投棄權票、大衛·斯維科特和安德魯·加巴里諾缺席投票，其餘共和黨眾議員皆投下贊成票。

## 參議院審議
2025年6月28日，參議院程序投票以51票支持、49票反對通過辯論門檻，正式啟動審議程序。所有民主黨參議員以及倒戈的共和黨參議員湯姆·蒂利斯（R-NC）、蘭德·保羅（R-KY）投反對票。事後，特朗普威脅要派人在2026年中期選舉把反對的共和黨議員取締，不久後湯姆·蒂利斯就宣佈退休，並說「過去幾年在華盛頓，越來越明顯的是，願意接受兩黨合作、妥協和表現出獨立思考的領導人正在成為瀕危物種」。
參議院版本把州稅與地方稅扣除額（SALT）從10,000美元提升至40,000美元，五年後才恢復為10,000美元；永久地將兒童稅收抵免額提高到2,200美元；設立500億美元鄉村衛生基金；債務上限從提高4万亿美元改至提高5万亿美元。為了吸引反對的共和黨參議員投票，共和黨團試圖增加66億阿拉斯加和夏威夷的醫療補助資金，但最終被參議院議事專家認定該條款不符合議事規則，因此將其從法案中刪除。
7月1日，法案的修訂版在參議院以51票支持50票反對的結果獲得通過，副總統JD·萬斯投下關鍵一票打破票數持平，所有民主黨參議員以及倒戈的共和黨參議員湯姆·蒂利斯（R-NC）、蘭德·保羅（R-KY）和蘇珊·柯林斯（R-MA）投反對票。
7月3日，眾議院以218票贊成、214票反對通過了經參議院修訂的法案，所有民主黨眾議員、共和黨內溫和派布萊恩·菲茨派翠克以及財政保守派托馬斯·馬西投反對票。

## 影響
按眾議院於2025年5月22日通過的版本，根據國會預算辦公室評估，此法案在未來十年將令聯邦政府債務從現時的36.2万亿美元再增加3.8万亿美元。美國稅務基金會則估計法案將在未來十年增加約2.6万亿預算赤字，創造983,000個就業職位，稅前工資增加0.05%，年度GDP增長0.8%。；參議院修正版本的法案則會在未來十年增加2.9万亿預算赤字，使長期GDP增加1.2%。
2025年6月，由於不滿眾議院通過加劇聯邦政府財政赤字的《大而美法案》，前總統高級顧問馬斯克先是在X平台上發文表示「抱歉，我實在受不了。這項規模龐大、荒唐可笑、分贓般的國會支出法案簡直令人作嘔」。隨後，馬斯克和特朗普的關係急劇惡化，《大而美法案》成為二人不和公開化的導火線。2025年7月5日，在《大而美法案》簽署的隔天，馬斯克揚言成立美國黨以反對兩黨無節制的支出和獨大問題。